# Horní Těrlicko
Horní Těrlicko (pol.: Cierlicko Górne německy Ober Tierlitzko) je část obce Těrlicko v okrese Karviná. Nachází se na západě Těrlicka, její součástí je ale i osada Kostelec na protější části vodní nádrže Těrlicko. V roce 2009 zde bylo evidováno 924 adres. V roce 2001 zde trvale žilo 2890 obyvatel.
Horní Těrlicko je také název katastrálního území o rozloze 11,82 km2.

## Historie
První písemná zmínka o obci pochází z roku 1229.

## Pamětihodnosti
- Sousoší sv. Jana Nepomuckého
- Hospoda Jaškovská
- zámeček Horní Těrlicko
- evangelická hřbitovní kaple
- památník letců Źwirky a Wigury, tzv. Žwirkovisko (Horní Těrlicko, lokalita Kostelec) – památník významných polských letců pilota Franciszka Żwirky a mechanika Stanisława Wigury, kteří zde 11. 9. 1932 havarovali a zahynuli.

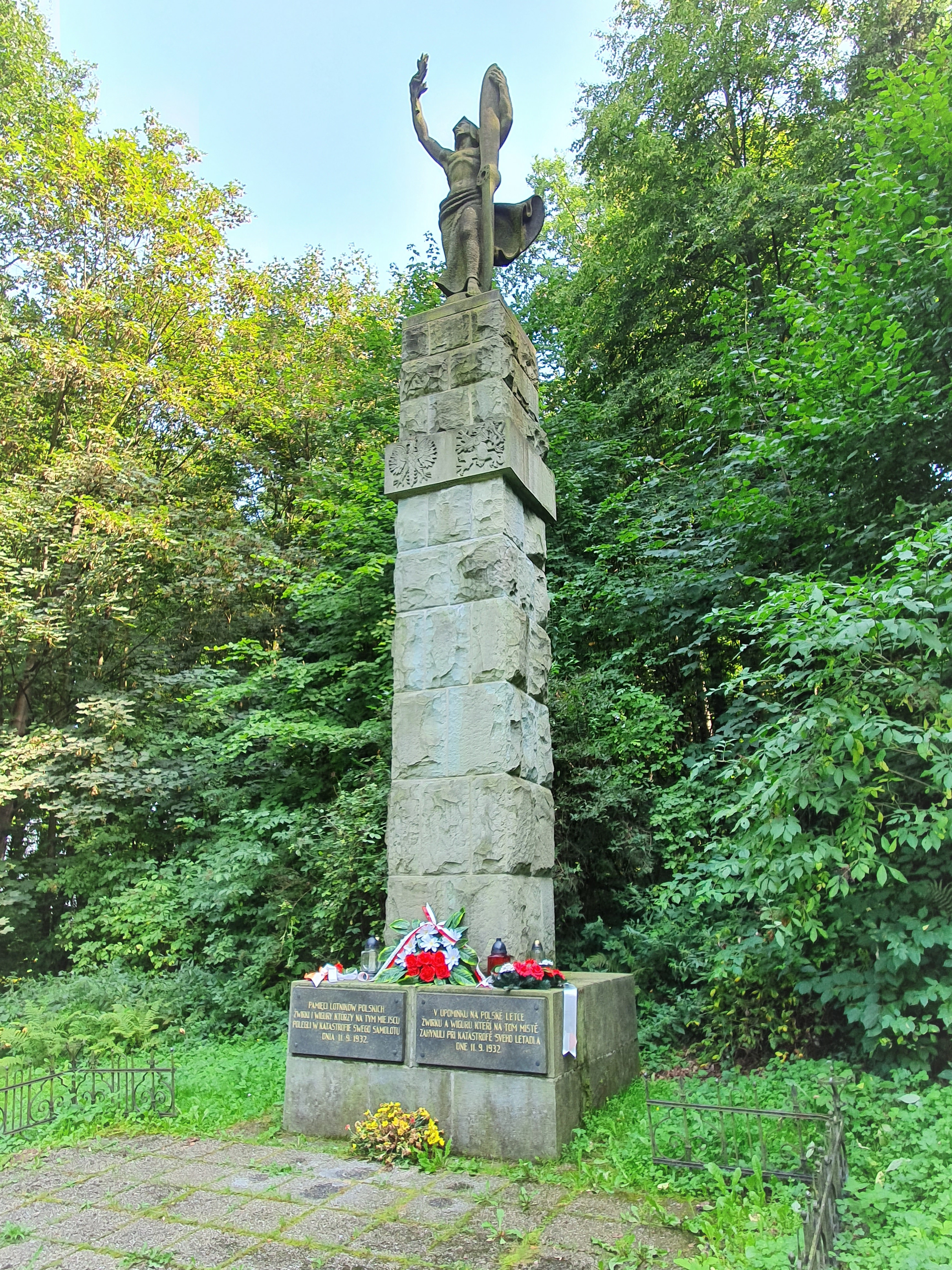
Památník letců F.Żwirky a S.Wigury